# Alanngorsuaq (monte)
L'Alanngorsuaq è una montagna della Groenlandia di 658 m. Si trova a 60°51′N 46°04′W; appartiene al comune di Kujalleq.